# Sventramento di San Berillo

Un'immagine dello sventramento in fase avanzata. Lo scatto guarda a ovest e ritrae l'attuale Corso Sicilia, in direzione di Piazza Stesicoro.

Il cosiddetto "sventramento di San Berillo" è consistito nell'operazione di abbattimento di gran parte dello storico quartiere di San Berillo a Catania. Realizzato a partire dal febbraio 1957 nell'ambito di un piano di risanamento, è stato portato a termine solo parzialmente ed è stato giustificato con vari motivi, come ripulire una zona malfamata, eradicare la criminalità, e creare un asse viario da piazza Stesicoro a piazza Papa Giovanni XXIII (dove si trova la Stazione Centrale), quest'ultimo probabilmente il pretesto più credibile. Esso però inevitabilmente determinò una ferita nel volto della città, lasciando un vuoto ancora visibile nel suo tessuto urbano e un contenzioso tra i privati proprietari delle aree interessate e il Comune di Catania.

## Premesse storiche

### Il terremoto e la ricostruzione nel XVIII secolo

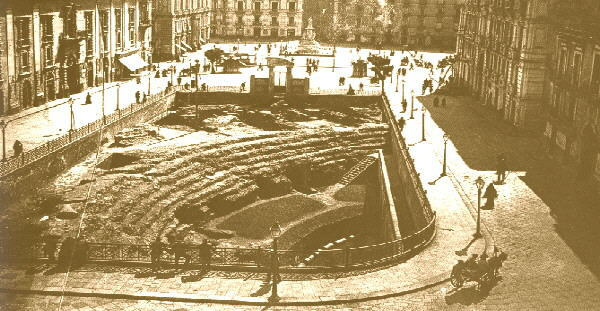
Foto del 1911 di piazza Stesicoro, con l'anfiteatro romano.

Il terremoto del Val di Noto del 1693 rappresentò una cesura nella storia urbanistica di Catania, essendo stata la città quasi rasa al suolo. La ricostruzione fu coordinata da Giuseppe Lanza, duca di Camastra, che stabilì la larghezza delle strade più importanti e dei punti pubblici di raccolta della gente per i futuri terremoti. Egli orientò infatti verso l'Etna l'asse viario principale del centro storico, cioè appunto via Etnea, e quindi in direzione nord-sud, ponendo il fulcro della ricostruzione nel Settecento della città all'incrocio dei Quattro Canti, ben o male a metà strada fra piazza del Duomo a sud e piazza Stesicoro a nord.

### Il XIX secolo
Nella prima metà dell'Ottocento il centro storico di Catania si era spostato verso piazza Stesicoro: a nord-ovest della piazza, nel Palazzo Tezzano, vi si trovavano l'Ospedale San Marco e il Tribunale. La piazza, nella seconda metà dell'Ottocento, trovò una propria sistemazione intorno ai resti dell'Anfiteatro romano, di cui restò visibile solo uno scorcio e che, soprattutto, venne aperto soltanto dopo gli scavi, effettuati dal 1903 al 1907. Nella sua parte est, la centralità della piazza venne ulteriormente sottolineata dal Monumento a Vincenzo Bellini, realizzato da Giulio Monteverde nel 1882. 
Il quartiere San Berillo, quindi, prendeva corpo più ad oriente del tratto di via Etnea che va dai Quattro Canti a piazza Stesicoro, mentre al proprio est esso arrivava fino alla zona in corrispondenza della quale nel 1866 fu inaugurata la Stazione Centrale Ferroviaria, in una piazza creata appositamente, l'attuale "piazza Papa Giovanni XXIII", una volta che, almeno in questo angolo di città, la tratta ferroviaria è stata fatta passare lungo la costa.
Questo quartiere, in virtù della sua centralità, sarebbe potuto divenire zona nobile, all'interno del tessuto urbano, anche in relazione al movimento ferroviario, con la realizzazione di strade di larghezza non inferiore ai 10 metri, ma ciò non avvenne, secondo l'architetto e ingegnere barone Bernardo Gentile Cusa, in quanto vi era la contrarietà della proprietaria dei terreni, Maria li Destri Trigona, duchessa di Misterbianco, forse attenta all'opportunità di sfruttare la speculazione con maggiore cubatura. 
Nel 1852 l'espansione del quartiere aveva intanto raggiunto la Chiesa del Santissimo Crocifisso della Buona Morte e l'antistante "piazza Alfredo Cappellini", oggi intitolata a Giovanni Falcone. Le strade di San Berillo apparivano allora quasi ortogonali tra loro e certune assai strette, ma sempre senza alcun collegamento diretto con il luogo dove sarebbe sorta la Stazione Centrale.
Nel 1882 viene affidato proprio al barone Gentile Cusa il compito di finire il progetto per un quartiere funzionale alla Stazione Centrale: si tratta di un ampliamento a nord-est, che finisce per diventare la base per il primo Piano Regolatore Generale di Catania, il quale egli stesso firmerà nel 1888 con il titolo Piano regolatore pel risanamento e per l'ampliamento della città di Catania. Il nuovo progetto sembra riprendere la suggestione del duca di Camastra e le centralità allora espresse, trasferendole verso nord e mantenendo delle corrispondenze: per esempio si può citare "via Santa Caterina", ovvero l'attuale "via Umberto I", inaugurata nel 1890, la quale, con un asse ovest-est, dal Giardino "Vincenzo Bellini" si dirige verso la "zona industriale" del tempo, dove si raffinava lo zolfo, in seguito allungata fino all'attuale "piazza Galatea", nel quartiere Armìsi; un altro esempio poi potrebbe essere anche l'incrocio fra via Etnea e quella che da lì in poi verrà denominata "la Passeggiata delle Carrozze", cioè i viali Regina Margherita e XX Settembre, che collegano "piazza Santa Maria di Gesù" con "piazza Giovanni Verga", replicando una sorta di Quattro Canti, però molto più a nord; da notare infine che la longitudine della parte est di piazza Stesicoro coincide con quella del "largo dei Vespri", e dalla prima inizia il corso Sicilia verso est ma anche "via San Gaetano alle Grotte" verso nord-est e "via Carlo Felice Gambino" verso sud-est, così come dal secondo continua verso est "viale XX Settembre", ma da lì inizia anche "via Matteo Renato Imbriani" a nord-est e "via Redentore" a sud-est. 
Al pieno comparto dei quartieri storici, Gentile Cusa contrappone il vuoto, inteso anche come misura igienico-sanitaria, e un esempio fra tutti è "piazza d'Armi", l'antico nome dell'attuale piazza Giovanni Verga, che diviene nuovo centro della città così concepita: vuota e che, nel caso della piazza, si ridurrà anche di più ospitando nella sua precedente parte nord il nuovo tribunale, cominciato nel 1937, inaugurato nel 1953, e che per via della Seconda guerra mondiale ha avuto una pausa dal 1940 al 1948.

### Il XX secolo

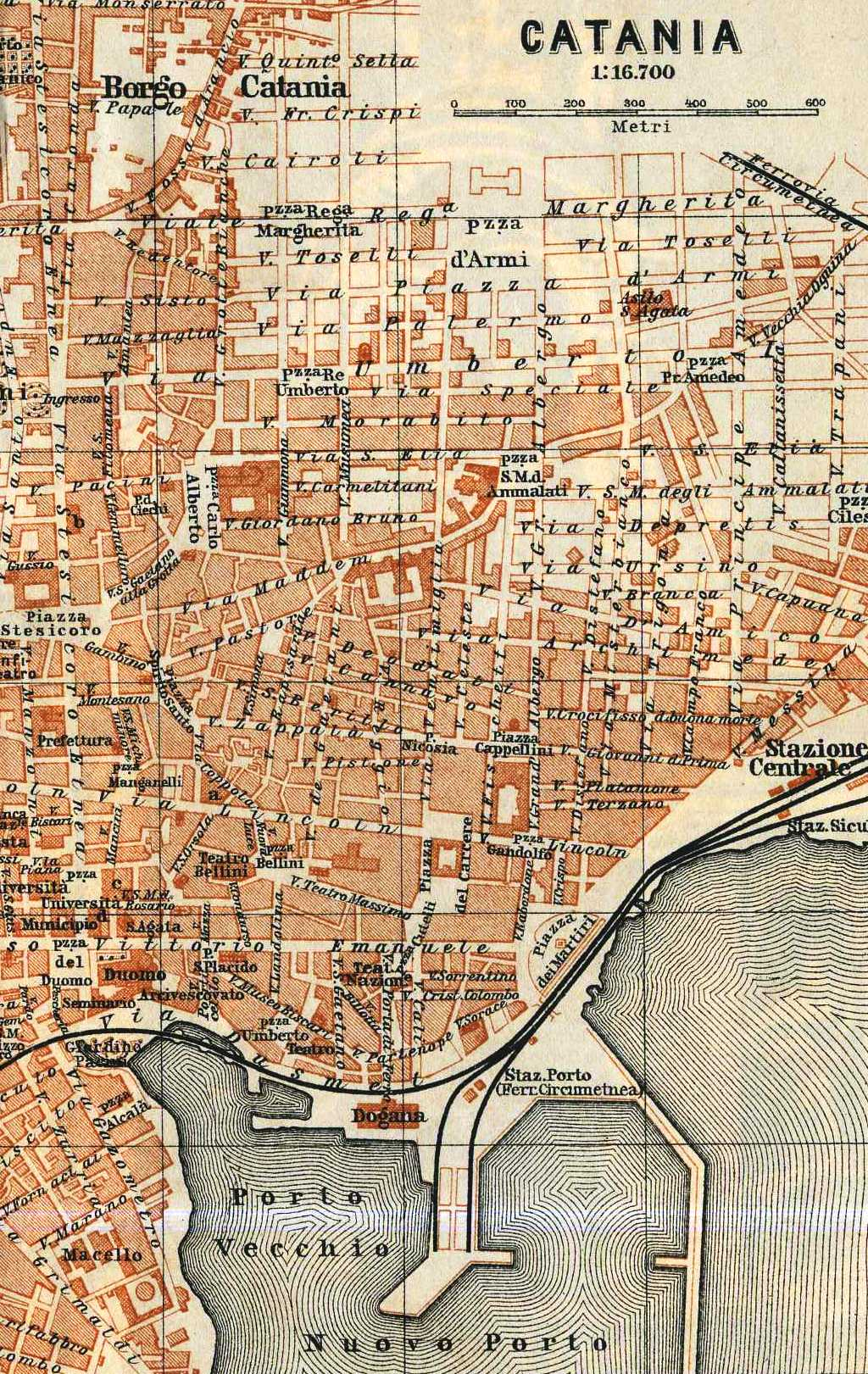
Pianta di Catania prima dello sventramento (1905)

Nel 1903-04, scavi archeologici intensi squarciano gran parte di piazza Stesicoro, in modi che, nel giudizio di Vitaliano Brancati, la faranno somigliare alla tolda di una nave colpita di fianco. Lo scavo, secondo il direttore dei lavori Filadelfo Fichera, rappresenta un primo accenno di programma archeologico, edilizio e sanitario per San Berillo, sempre con l'idea di collegare la piazza alla stazione. Sono gli anni dello zolfo e Catania è snodo fondamentale delle esportazioni, tanto per mezzo dei treni che per mezzo del porto nuovo: il collegamento risulta sempre più angusto, nella misura in cui cresce la propensione industriale della città. Il Grande Albergo, in piazza Cappellini, è l'unico edificio di un certo rilievo: per il resto, San Berillo, nella sua povertà, corrisponde a quell'impulso di edilizia popolare che, con case basse e corti centrali, si reciterà più a nord (i quartieri Consolazione e Borgo) con un'urbanizzazione caotica e fittissima. È proprio l'impulso commerciale dello zolfo ad indirizzare i notabili catanesi verso l'ipotesi dello sventramento à la Haussmann: un boulevard che colleghi con asse orizzontale i due punti in questione per favorire l'afflusso alle e il deflusso dalle ferrovie, la circolazione di aria e di luce (ma anche di truppe, visto il favore con cui i catanesi vedono le imprese coloniali), abbattere i vicoli infetti (nel 1911 un'epidemia di colera fa parecchi morti) e sottolineare, isolandoli, la magnificenza di grandi edifici e di monumenti. 
A questo punto si susseguono una serie di piani di sventramento, di cui solo quello di Brusa verrà messo in opera. Nel 1913, un primo piano propone una demolizione radicale, che suscita molte perplessità, interrotte dallo scoppio della Grande Guerra. Un piano di risanamento del 1927 si scontra con l'impossibilità di seguire una via dritta. Alcune proposte contenute dai progetti Alfa 1932 e S.P.Q.C. (il primo di Piccinato, Guidi, Marletta; il secondo di Mancini, Paternò, Severino) confluiscono nel PRG del 1934, supervisionato da Gustavo Giovannoni, che sembra trovare una formula adeguata, pur snobbando, con le sue prospettive essenziali, il monumento a Vincenzo Bellini. Stavolta, però, è la Seconda guerra mondiale a fermare il processo. 
D'altra parte, benché i danni bellici non siano stati così imponenti o, se tali, solo in altri quartieri, il vecchio progetto di sventramento riparte con rinnovata energia dall'idea di risanare San Berillo, come il resto della città, dopo i bombardamenti (1947): il piano di ricostruzione di Gino Nicotra intende sempre demolire il quartiere, riprendendo lo spirito modernista di Giovannoni. Esiste il vecchio problema della non corrispondenza tra l'anfiteatro e la stazione ottocentesca: Nicotra allora prevede un percorso leggermente curvo. L'aspirazione della Catania ormai "Milano del Sud" non si sente soddisfatta dall'intervento démodé di Nicotra, con il suo "culto dell'asse".

## Il piano ISTICA
Negli anni cinquanta, lo sventramento, infine, viene realizzato: la promessa di indirizzarsi alla stazione e al mare si produce, ma a baionetta, attraverso una linea spezzata, nei termini pensati dall'architetto Brusa della Società Generale Immobiliare (SGI) di Roma (di proprietà vaticana e principale finanziatrice del piano ISTICA). L'ISTICA (Istituto immobiliare di Catania) fu costituito il 27 novembre del 1950, con un capitale di 55 milioni di lire (di questi, 20 milioni della SGI, 20 del Banco di Sicilia, 10 della Cassa di risparmio Vittorio Emanuele, 2,5 della Provincia e 2,5 della Camera di Commercio locale). L'istituto sorse con il pieno appoggio della Democrazia Cristiana siciliana.
Il piano Brusa, inizialmente offerto a titolo gratuito e poi valutato e pagato 60 milioni di lire, fu recepito in toto dall'ISTICA e approvato dal Consiglio comunale il 3 marzo 1951, contestualmente alla costituzione dell'Ist-Berillo, cui viene affidata la realizzazione di un abitato che accolga i cosiddetti "deportati di San Berillo" (circa 30.000 persone) in zona San Leone.
Il piano Istica, il 16 maggio 1952, viene poi inserito nel PRG dal commissario prefettizio, appena dieci giorni prima delle elezioni amministrative che attribuiranno lo scranno di sindaco a Domenico Magrì e alla sua giunta composta da DC e Partito Nazionale Monarchico.
Anche la Regione Siciliana interviene, con una legge speciale, la n. 13 del 25 giugno 1954.
All'Ist-Berillo arrivano ingenti finanziamenti: lo Stato interviene con 380 milioni di lire, mentre 400 provengono dalla Regione. Secondo accordi stretti a Roma, viene previsto che, su un'area di 240.000 m2, si possano costruire 1.800.000 m3. Gli espropri devono essere ultimati entro il febbraio 1960, mentre i lavori entro il 3 luglio 1969. A carico dell'Istica vengono previste spese per 10 miliardi e 338 milioni di lire e ricavi per 7 miliardi e 338 milioni di lire. I 3 miliardi mancanti dovranno essere forniti dal Comune con il gettito dell'imposta di famiglia.
È del maggio 1956 la firma, da parte dell'ISTICA, del contratto di concessione dei lavori. Lo sventramento prende concreto avvio nel febbraio del 1957, quando è sindaco Luigi La Ferlita.
Il 27 giugno del 1969 interviene in materia una nuova legge regionale, pubblicata cinque giorni prima della scadenza dei termini per ultimare il piano di ristrutturazione (15 anni). La legge stabilisce una diversa densità volumetrica per le opere da eseguire dopo la scadenza dei termini. Si passa dai 18,65 m3 a metro quadro a soli 5,00 m3. L'ISTICA avvia un contenzioso con il Comune di Catania: il risarcimento richiesto viene confermato da vari arbitrati. Il sindaco Enzo Bianco, nel 1991, paga all'ISTICA 40 miliardi di lire, ma i privati titolari delle proprietà nell'area coinvolta dall'azione legale intentata nel 1993 dalla Cecos, ormai proprietaria del 70% delle aree di corso Sicilia, chiedono al Comune altri 78 milioni di euro.
Il 5 agosto del 2004, il sindaco Umberto Scapagnini e l'assessore all'urbanistica Mimmo Sudano nominano una commissione di saggi, incaricata di trovare una
composizione per questa area di circa 80.000 m2. La commissione è composta da Antonio Catricalà (consigliere di Stato che dovette poi rinunciare per l'intervenuto incarico alla presidenza della Autorità Garante per la protezione dei dati personali), Augusto Fantozzi, docente di diritto tributario alla Sapienza, l'avvocato Giovanni Pellegrino, già senatore DS, e da Nicolò Zanon, docente di diritto costituzionale a Milano. La conclusione della commissione di saggi è che "elementi essenziali del piano di risanamento sono: l'adeguamento del piano alle disposizioni della legge 765 del 1967 e del decreto ministeriale 2 aprile 1968; l'adeguamento alle esigenze della mobilità e agli standard di verde pubblico e parcheggi; la destinazione delle aree edificabili per non meno del 50% alla realizzazione di attrezzature e servizi pubblici; l'indice di densità fondiaria non superiore ai 5 metri cubi a metro quadro; la riserva, infine, di un sesto dei volumi destinati alla residenza per l'esercizio del diritto di prelazione da parte dei proprietari espropriati". Su questo giudizio super partes, i proprietari hanno presentato uno schema di utilizzo.
Il 30 maggio del 2008 è stata sottoscritta una composizione tra le parti dal commissario comunale Vincenzo Emanuele e ciò a soli quindici giorni dalle elezioni amministrative.

## Cinema
- Il documentario Sicilia di sabbia di Massimiliano Perrotta contiene un'intervista allo scrittore Domenico Trischitta sullo sventramento del quartiere.[5]
- Il documentario I fantasmi di San Berillo, di Edoardo Morabito e Irma Vecchio, vincitore del Torino Film Festival nel 2013, è un viaggio onirico nella storia del quartiere, ritrovata per suggestioni attraverso la voce dei fantasmi di ieri e di oggi. Nel film è presente anche il "fantasma" di Goliarda Sapienza, che, attraverso estratti dei suoi scritti a cui dà voce l'attrice catanese Donatella Finocchiaro, ritorna tra le strade del quartiere dove è cresciuta.
- Il film documentario Gesù è morto per i peccati degli altri, di Maria Arena, racconta le storie di alcune prostitute transessuali che operano nel quartiere di San Berillo delineando un quadro della situazione attuale del quartiere.[6]